# Claudio Lessa
Claudio Guimarães Lessa (Rio de Janeiro, 13 de outubro de 1955) é um jornalista brasileiro.

## Biografia
Foi criado em Brasília e formou-se pela Universidade de Brasília (UnB). Em 1976 iniciou a carreira fazendo a programação especial direcionada para a região Amazônica da Rádio Nacional. Em 1978 começou seu trabalho jornalístico como apresentador e editor na TV Globo de Brasília. Ao substituir o apresentador Marcos Hummel - que se transferia para a TV Globo no Rio de Janeiro, Claudio Lessa apresentou o Jornal Hoje, o Jornal Nacional (aos sábados), o telejornal Painel (antecessor do Jornal da Globo) e o "Globinho", destinado ao público infantil.
Em 1979, transferiu-se para a Radiobrás, que na época modernizava sua TV Nacional e apostava alto no jornalismo de tevê.
Em agosto de 1982, Claudio Lessa seguiu para Washington, D.C., após ter sido selecionado para trabalhar como international radio broadcaster no serviço brasileiro da Voz da América.
Depois de seis anos como correspondente da Rede Manchete em Washington, Claudio Lessa deixou o posto.
Dono de uma pequena produtora de vídeo, Claudio Lessa prestou serviços para a mexicana Televisa e se ocupou de outras atividades, também ligadas ao jornalismo brasileiro. Foi correspondente do jornal Correio Braziliense, da revista Veja, da rádio Jornal do Brasil AM, de jornais diários de Campinas (SP) e da Agência Estado.
Em agosto de 1997, Claudio Lessa foi contratado pela CBS Cable para atuar como correspondente da CBS TeleNotícias Brasil em Washington, que acabava de ser implantada. Neste período, Claudio Lessa cobriu vários assuntos importantes, como a visita do papa João Paulo II a Cuba, a Copa do Mundo de 1998 na França, a morte de Frank Sinatra, e a presidência de Bill Clinton - manchada pelo seu caso amoroso com Monica Lewinsky.
A partir de 2001, Claudio Lessa contribui semanalmente com uma coluna para o site Direto da Redação, de Eliakim Araújo.
Desde 2008 Claudio Lessa é funcionário concursado da Câmara dos Deputados, onde entrou para trabalhar na TV Câmara, passando após a assessor de imprensa de um parlamentar da mesa diretora.